# Гепабене
Гепабене (Hepabene) — комбінований гепатопротектор з жовчогінною та спазмолітичною дією. Нормалізує функцію печінки при різних станах. Застосовують в лікуванні дискінезії жовчовивідних шляхів, хронічних гепатитів, цирозу печінки, жирової дистрофії печінки, токсичних уражень печінки, станів після холецистектомії.

## Склад і форма випуску
- Капсули в упаковці по 30 або 100 шт. 1 капсула Гепабене містить екстракт розторопші плямистої 70—100 мг (лат. Fructus Silybi mariani) зі стандартизованою кількістю флавоноїдів (50 мг силимарину, в тому числі не менше 22 мг силібинину), екстракт рутки аптечної 275 мг (лат. Fumaria officialis), що містить щонайменше 4,13 мг алкалоїду протопіна.